# Jaroslav Srba
Jaroslav Srba (14. prosince 1905 – ?) byl český fotbalista, útočník, československý reprezentant.

## Sportovní kariéra
Za československou reprezentaci odehrál v roce 1928 dvě utkání, gól se mu nepodařilo vstřelit. Byl Mistr Československa z roku 1928, titul získal s Viktorií Žižkov, hrál i za Nuselský SK a Bohemians AFK Vršovice.

## Ligová bilance
| Ročník                                       | Zápasy | Góly | Klub                   |
| -------------------------------------------- | ------ | ---- | ---------------------- |
| Asociační liga 1925                          | 4      | 0    | Nuselský SK            |
| Středočeská 1. liga 1925/26                  | 21     | 10   | Nuselský SK            |
| Kvalifikační soutěž Středočeské 1. ligy 1927 | -      | 3    | Nuselský SK            |
| Středočeská 1. liga 1927/28                  | -      | 1    | SK Viktoria Žižkov     |
| Středočeská 1. liga 1928/29                  | -      | 5    | SK Viktoria Žižkov     |
| 1. asociační liga 1929/30                    | -      | 2    | SK Viktoria Žižkov     |
| 1. asociační liga 1931/32                    | 5      | 4    | Bohemians AFK Vršovice |
| 1. asociační liga 1932/33                    | 6      | 1    | Bohemians AFK Vršovice |
| CELKEM                                       | 30     | 10   |                        |